# Typhlacontias brevipes
Typhlacontias brevipes är en ödleart som beskrevs av  Vivian William Maynard Fitzsimons 1938. Typhlacontias brevipes ingår i släktet Typhlacontias och familjen skinkar. Inga underarter finns listade i Catalogue of Life.